# Иностранный агент
Иностра́нный аге́нт (также зарубе́жный представи́тель) — лицо (физическое или юридическое), которое, будучи резидентом одной страны, действует в интересах другой, обычно при отсутствии дипломатического иммунитета. Ряд стран налагает ограничения на деятельность иностранных агентов, как физических лиц, так и НКО.
Термин покрывает очень широкий круг значений, однако из-за того, что иностранными агентами называют также и шпионов, словосочетание «иностранный агент» в русском и английском языках имеет негативный оттенок.

## В США

### Акт о регистрации иностранных агентов
Первым законом, регулирующим действия иностранных агентов в США, стал Закон о радио 1912 года, запретивший иностранцам владеть американскими радиостанциями. Последующий Закон о радио 1927 года ограничил участие иностранцев в американских радиостанциях двадцатью процентами (в настоящее время пределом, за которым Федеральная комиссия по связи может отказать в регистрации, являются 25 %).
В 1938 году был принят под названием «Акт о регистрации иностранных агентов». Закон требует, чтобы иностранные агенты, представляющие в американской политике иностранные правительства, а также зарубежные физические и юридические лица, раскрывали свои занятия и источники финансирования. Иностранным агентом (по состоянию на 2013 год) считается лицо (физическое или юридическое), которое действует «по приказу, по просьбе, под руководством или под контролем иностранного принципала» и при этом занимается «политической деятельностью в интересах иностранного принципала».
Закон вводился прежде всего в целях борьбы с пропагандистской деятельностью пронацистских организаций накануне Второй мировой войны. Ряд послевоенных поправок, особенно поправки 1966 года и последующие, изменил понимание FARA. После принятия Закона о лоббизме 1995 года закон был сужен и касается теперь лоббистов, отстаивающих политические интересы иностранных правительств, тогда как экономические лоббисты регистрируются в соответствии с законом о лоббизме.
До расследования Мюллера применение закона было редким: с 1939 по 1992 год по нарушениям закона было возбуждено 85 дел. По состоянию на 1998 год, последние четыре возбуждённых дела против иностранных агентов характеризовались миллионами долларов, полученных от спонсоров, и доказательствами умысла (дела Тонгсуна Пака, демонстрации в поддержку шаха Ирана, дело МакГоффа (лоббирование в пользу Южной Африки), дело Закхема (лоббирование в пользу Кувейта).
Порогом для возбуждения уголовного дела по FARA является наличие оснований полагать, что нарушение закона носит масштабный характер и у обвинения есть тому достаточные доказательства. В процессах, возбуждённых после 1966 года, фигурировали миллионные суммы иностранных субсидий, а в единственном на 1998 год деле, увенчавшемся обвинительным приговором, были доказано замешаны иностранные спецслужбы.

### Другие законы против иностранных агентов
По мнению министерства юстиции США, деятельность иностранных агентов в США также ограничена следующими законами и распоряжениями президента:
- 18 U.S.C. § 951. Этот закон криминализует любую (не только политическую) активность в США без регистрации, которая проводится по поручению иностранного правительства (а не любого «принципала») под угрозой заключения до 10 лет[13]. В отличие от шпионажа, такая активность не включает попыток доступа к секретной информации. Именно по этому закону Мария Бутина была осуждена на полтора года заключения в 2018 году[14];
- Public Law 893, 50 U.S.C. §§ 851—857;
- Акт Вурхиса 18 U.S.C. § 2386 (the Voorhis Act);
- запрещение 1981 на размещение в Вашингтоне представительства Организации освобождения Палестины;
- E.O.[англ.] 12947 (1995) запрещает сбор денег в США организациями, противодействующими мирному процессу;
- Раздел 401 закона о борьбе с терроризмом и эффективной смертной казни 1996 года[англ.] запрещает сбор денег для террористических организаций.

Некоторые законы расширяют список исключений для иностранных агентов:
- Taiwan Relations Act, 22 U.S.C. § 3301 и последующие параграфы;
- раздел 105(f)(2) договора о свободной ассоциации;
- 48 U.S.C. § 1681.

Принятый 17 октября 1940 года «Акт о регистрации находящихся под контролем иностранных государств организаций, осуществляющих политическую деятельность в США» или «Акт Вурхиса» (§ 2386 Раздела 18 Кодекса законов США) регулирует деятельность организаций, связанных с международными или иностранными политическими структурами, или, согласно определению правительства США, «организаций, являющихся „субъектами иностранного влияния“».

## В России
В 2012 году Госдума приняла поправки (ФЗ N 121-ФЗ от 20.07.2012) к закону «О некоммерческих организациях». Согласно закону, иностранные агенты должны зарегистрироваться как таковые в Министерстве юстиции и указывать свой статус во всех публикациях в СМИ и в Интернете.
25 ноября 2017 года был принят закон № 327-ФЗ, вводящий понятие СМИ-иноагента. Минюст может признать иноагентом любое иностранное СМИ, получающее финансирование или имущество от иностранных органов или граждан непосредственно или через российские юрлица. Такие иноагенты приравнены в своих обязанностях к НКО-иноагентам. Реестр СМИ — «иностранных агентов» ведётся Минюстом, на октябрь 2022 года в него входит 183 СМИ, в основном добавленных после введения военной цензуры во время вторжения России на Украину в 2022 году.
В 2018 году Госдума приняла поправки, предполагающие признание физического лица иностранным агентом при распространении им материалов для неограниченного круга лиц и получении иностранного финансирования. Поправки ко второму чтению позволяли причислить к этой категории тех, кто распространяет сообщения и материалы СМИ — иностранных агентов или участвует в создании этих материалов и при этом получает финансирование из-за рубежа. Таким образом, физлицами — иностранными агентами могли признать, например, журналистов, которые работают в СМИ, уже признанных в России таковыми.
Избирательно определять людей, которые войдут в список «агентов», будут Минюст и МИД. Исходя из текста законопроекта, физическое лицо может быть признано не просто иностранным агентом, а «иностранным средством массовой информации, выполняющим функции иностранного агента», и в течение месяца это физическое лицо обязано учредить российское юридическое лицо и уведомить об этом власти. В зону риска попадают работавшие в СМИ-иноагентах журналисты, граждане, работающие в компаниях с иностранным финансированием, или учёные, получившие зарубежные гранты.
Российские законы также запрещают финансирование избирательных кампаний с помощью:
- иностранных государств и юридических лиц;
- российских юридических лиц с иностранным участием более 30 %;
- международных организаций и общественных движений;
- физических лиц — иностранцев и лиц без гражданства, если они не имеют избирательных прав в России[20].

Рядом представителей российской и зарубежной общественности российский закон был расценён как атака на структуры гражданского общества с целью их дискредитации и создания юридических предпосылок для их преследования. В связи с этим обращается особое внимание на крайне широкое определение понятия «политическая деятельность» в тексте закона. Закон рассматривается в контексте общей системы мер, направленных на подавление протестной активности российского общества.
С критикой закона ещё на стадии законопроекта выступили три специальных докладчика ООН (по праву на мирные собрания, по положению правозащитников и по защите права на свободу выражения мнений), докладчики ООН назвали закон «прямым вызовом для тех, кто хочет свободно осуществить своё право на свободу ассоциации», подчеркнув, что «организации гражданского общества имеют право получать финансирование из-за рубежа, так же как правительства имеют право получать международную помощь», и ограничения такого права «несправедливы». По мнению экспертов ООН, новые нормы позволяют подвергать специальному контролю правозащитников вне зависимости от того, получают они поддержку из-за рубежа или нет, что «будет препятствовать им в осуществлении своей значимой деятельности». Они указали, что крайне широкое определение «политической деятельности» позволит подвести под него любую пропагандистскую деятельность НКО, что нарушит «право правозащитников поднимать в обществе вопросы прав человека». Навешивание ярлыка «иностранного агента» выявляет, по их мнению, «явное намерение стигматизации любой деятельности гражданского общества, получающего поддержку из-за рубежа». Также отмечается, что установленные законом штрафы несоразмерны и перекладывают бремя доказывания на некоммерческие организации, занимающиеся законной деятельностью в области прав человека. С критикой закона об иноагентах выступил Лауреат Нобелевской премии Дмитрий Муратов и призвал отменить законы об иностранных агентах во всём мире.

## На Украине
В начале 2014 года на Украине были приняты законы, которые определили иностранного агента как общественное объединение, которое получает финансирование от иностранных государств, зарубежных и международных неправительственных организаций, а также физических лиц, не являющихся гражданами Украины, и принимает участие в политической деятельности на Украине. Согласно закону, иностранные агенты должны были зарегистрироваться, получаемые ими средства должны были облагаться налогами на прибыль. 2 февраля 2014 года соответствующий закон потерял силу.

## В Израиле
В 2016 году в Израиле был принят Закон о прозрачности финансирования НПО.  Согласно законодательству страны, негосударственные организации, которые получают более 50 % своего финансирования из иностранных источников, должны раскрывать источник своих средств, в частности предоставлять финансовую отчётность властям Израиля, а также опубликовать соответствующую информацию на своих веб-сайтах и «любым другим способом, определённым Министерством юстиции». В случае нарушения этого закона предусмотрен штраф в размере в 29,2 тыс. шекелей (около $8,4 тыс.). Перечень общественных организаций, которые финансируются из-за рубежа, также обнародован на сайте Министерства юстиции.

## В Австралии
Закон Австралии о прозрачности иностранного влияния (Foreign Influence Transparency Scheme Act), принятый в декабре 2018 года, был разработан в сотрудничестве с Министерством юстиции США. Как и его американский аналог, закон устанавливает обязательства по регистрации для физических и юридических лиц, которые осуществляют определённую деятельность, направленную на «политическое или правительственное влияние» от имени иностранных принципалов. Закон налагает пожизненное обязательство на бывших министров кабинета министров регистрировать любую деятельность, которую они осуществляют от имени иностранного принципала, если не применяется исключение.

## В Казахстане
13 марта 2023 года министр финансов Казахстана подписал приказ о создании реестра «лиц, получающих деньги и (или) иное имущество от иностранных государств, международных и иностранных организаций, иностранцев, лиц без гражданства», а в сентябре 2023 года был опубликован такой реестр, в который вошли 240 неправительственных общественных организаций, общественных фондов, организаций, правозащитников и журналистов.

## В Венгрии
В декабре 2023 года правительство Виктора Орбана направило закон в венгерский парламент, предназначенный для «защиты национального суверенитета», который вступил в силу в феврале того же года. Новое венгерское агентство, согласно закону, должно идентифицировать и контролировать организации, получающие финансирование из-за рубежа и предположительно влияющие на волю избирателей. Законопроект был раскритикован Европейским советом, Госдепартаментом США и организацией Amnesty International.

## В Киргизии
Президент Киргизии Садыр Жапаров подписал закон, вносящий изменения в правила регистрации некоммерческих организаций. В киргизских СМИ его назвали законом о иноагентах. Глава государства сообщил об этом на своей странице в Facebook, где опубликовал сообщение на киргизском, русском и английском языках. Законопроект был представлен в однопалатный парламент в мае 2023 года. Депутаты утвердили документ в третьем чтении 14 марта 2024 года и направили его на подпись президенту. Он вступит в силу через десять дней после официальной публикации.
Согласно новому закону, организации, получающие финансирование из-за границы и занимающиеся политической деятельностью, будут признаны «иностранными представителями» и включены в специальный реестр. Цель закона — обеспечить прозрачность и общественность деятельности НКО, которые получают финансирование от иностранных источников.

## Во Франции
27 марта 2024 года Национальное собрание Франции (нижняя палата парламента) одобрило законопроект о предотвращении иностранного вмешательства, предусматривающий создание реестра иностранных агентов. Согласно законопроекту, Франция должна создать национальный реестр иностранных агентов, управляемый государственным органом, который будет контролировать их деятельность.
Иностранные физические и юридические лица, занимающиеся лоббированием, коммуникацией или сбором средств во Франции, обязаны будут регистрироваться в этом реестре, предоставляя подробную информацию о своей личности, деятельности и связях. Лица, которые откажутся передать необходимую информацию, могут быть наказаны тюремным заключением на срок до трех лет и штрафом в размере до €45,000, а для юридических лиц предусмотрены более серьёзные санкции: штраф до €225,000 и запрет на получение государственной помощи. Государственные органы будут иметь право проводить проверки для обеспечения соблюдения требований регистрации. Введение реестра должно повысить прозрачность в вопросах внешнего влияния, защитить национальную безопасность и укрепить доверие граждан к государственным институтам.

## В Грузии
В 2023 году партии «Сила народа» и «Грузинская мечта» внесли в парламент Грузии проект нового закона об иностранных агентах. Законопроект предлагал всем неправительственным организациям и СМИ раскрывать источники своего финансирования и регистрироваться в качестве «агентов иностранного влияния», если они получают более 20 % финансирования из-за рубежа. Внутри страны мнения о законе разделились, часть населения считающая, что финансирование неправительственных организации и СМИ из-за пределов Грузии является благом для страны вышли на митинги. 10 марта 2023 года под давлением протестов правящие силы Грузии отозвали законопроект об «иностранных агентах» из парламента.
Весной 2024 года власти Грузии повторно внесли закон об «иноагентах» в парламент, чем вызвали новую волну протестов, но в этот раз протесты не возымели эффекта и 14 мая 2024 года парламент Грузии принял законопроект о «прозрачности иностранного влияния» в третьем чтении. 18 мая 2024 года президент Грузии Саломе Зурабишвили наложила вето на законопроект, заявив, что данный закон «противоречит конституции, всем европейским стандартам, препятствует европейскому пути Грузии, он не подлежит каким-либо изменениям, улучшениям и должен быть отменён». 28 мая 2024 года парламент Грузии преодолел вето президента и принял закон.

## В Великобритании
20 декабря 2023 года в Великобритании начал действовать обновленный Закон о национальной безопасности. Этот закон наделяет правоохранительные органы дополнительными полномочиями для противодействия лицам, представляющим интересы иностранных государств и действующим против Великобритании и её интересов. Это включает в себя тех, кто помогает иностранным государствам, распространяя незаконно полученную информацию посредством кибершпионажа. Кроме того, законом вводится Схема регистрации иностранного влияния, согласно которой лица, действующие от имени иностранных государств или организаций с целью оказания политического влияния, обязаны будут вносить свои данные в публичный реестр (ожидается вступление в силу в 2024 году). Наказание за преступления по этому закону предусматривает тюремное заключение на срок от 2 до 7 лет, в зависимости от тяжести преступления.

## В Канаде
С 2021 года Канада рассматривает возможность введения реестра иностранных агентов по образцу законов США и Австралии о раскрытии информации. В августе 2022 года Сенат рассматривал законопроект S-237 «Акт о создании реестра иностранного влияния», который публично называет всех федеральных лоббистов, действующих в интересах «иностранного правительства, физических или юридических лиц, связанных с иностранным правительством», и требует раскрытия платежей и личности иностранных клиентов, предусматривая наказание в виде штрафов до 200 000 долларов и лишения свободы на два года.